# Postordrebrud
 Der er for få eller ingen kildehenvisninger i denne artikel, hvilket er et problem. Du kan hjælpe ved at angive troværdige kilder til de påstande, som fremføres i artiklen.

Postordrebrud (eng.: mail-order bride) er en lettere nedsættende betegnelse for en kvinde der er gift med en mand hvor kontakten er oprettet gennem et ægteskabsbureau. 
Førhen blev der brugt fotografikataloger, i dag bliver kontakten typisk skabt gennem internetkataloger. Oftest vil kvinden være fra et fattigere, mindre udviklet land end manden. Lande fra det tidligere Sovjetunionen og fra Østeuropa, fra Mellem- og Sydamerika, Asien og Afrika; f.eks. Rusland, Ukraine, Hviderusland, Filippinerne, Thailand, Colombia, Mexico, etc., er typiske oprindelseslande mens Nordamerika. USA, Canada og Vesteuropa er typiske destinationslande.